# الحارس
الحارس هي الرواية الثالثة لعزت القمحاوي، وكتابه السادس، صدرت عام 2008 عن دار العين للنشر.

## عن الرواية
يلتحق الملازم وحيد بكتيبة الفرسان في حراسة الرئيس. ويلاحظ أن الضباط الأقدم متشابهو الملامح، بحيث لا يمكن تمييز أحدهم من الآخر إلا بالشعرات البيض في رأسه أو شامة في وجهه أو الدرجة العسكرية على كتفه، كما يلاحظ أنهم بلا أسماء، فيسأل ضابطاً قديماً عن الظاهرة فيقول له:«إن كل من تراهم هنا كانت لهم أسماء، ربما أفضل من اسمك أيها الملازم، لكنهم فقدوها مع الوقت، لأن من يضع نفسه في خدمة الله أو الرئيس لا حاجة به إلى الاسم» فيرد عليه الملازم:«لكن الأسماء هي دليل وجودنا» فيقول الضابط القديم:«دليل وجودنا في بقاء العرش مرفوعاً».
ومع الوقت ينجرف الملازم المستجد في عبادة منظومة الحراسة حتى ينسى حياته المدنية تماماً، ويفقد ملامحه واسمه كالآخرين. ويعيش على حلم رؤية الرئيس، لكنه لا يراه طوال الرواية، لأن الرئيس يخرج في موكب واحد من بين ثمانين موكباً أرضياً وجوياً تخرج من من القصر في اللحظة ذاتها. وعندما ينجح في الوصول إلى منصب نائب القائد، عبر الالتزام الكامل بتعليمات وطقوس الحراسة، يكون قد مرض وأصابته الشيخوخة، ويأمر القائد بحمله إلى إحدى نقاط المراقبة على سور القصر ليستمتع برؤية العالم الذي أفنى عمره في مراقبته، لكنه لا يرى إلا أكوام القمامة على الأسطح الخربة لبيوت المدينة.

## وصلات خارجية
- الكاتب على فيس بوك الحارس  على فيسبوك.
- رواية الحارس على موقع أبجد
- موقع دار العين للنشر